# イモージェン (駆逐艦)
|          | |
| 艦歴     | |
| 発注     | |
| 起工     | 1936年1月18日 |
| 進水     | 1936年10月30日 |
| 就役     | 1937年6月2日 |
| 退役     | |
| その後   | 1940年7月16日に沈没 |
| 除籍     | |
| 性能諸元 | |
| 排水量   | 基準 1,370トン、満載 1,888トン                                                                                                  |
| 全長     | 323 ft (98 m) |
| 全幅     | 33 ft (10 m) |
| 吃水     | 12.5 ft (3.8 m) |
| 機関     | アドミラリティ・ボイラー3基 パーソンズ式蒸気タービン2基2軸推進、34,000 shp                                                      |
| 最大速   | 35.6ノット |
| 乗員     | 145名 |
| 兵装     | 119mm(4.7 in) Mark IX 単装砲（CP Mk.XVIII 砲塔）4基 4連装 QF 0.5インチ 20 cwt Mk.I 対空砲 2基 533mm（21 in）5連装魚雷発射管 2基 |

イモージェン (HMS Imogen, D44) は、1936年進水のイギリス海軍の駆逐艦。I級。

## 艦歴
ホーソン・レスリー社で建造。1936年1月18日起工。同年10月30日進水。1937年6月2日就役。
1939年10月13日、「イモージェン」と駆逐艦「アイレクス」はアイルランド南西沖でドイツ潜水艦「U42」を撃沈。
1940年はノルウェーの戦いに参加。
1940年7月16日、巡洋艦「サウサンプトン」、「シュロプシャー」、「サセックス」、「グラスゴー」および他の駆逐艦7隻とともにスカパ・フローから出発しペンドランド湾周辺での演習に向かった。濃霧のためスカパ・フローに戻らざるを得なくなり、深夜ダンカンズビーヘッド沖を航行中、「グラスゴー」が「イモージェン」の艦橋前方に衝突。火災が発生して消火にも失敗し、「イモージェン」乗員145人を収容した「グラスゴー」は、「イモージェン」の弾薬庫誘爆の危険があったため後進をかけて離れた。消火作業が断念された「イモージェン」は17日0時45分以降に沈んだものと思われる。沈没地点は北緯58度34分、西経2度54分。この事故で「イモージェン」では18人が死亡し10人が重傷を負った。